# Before the White Man Came (film, 1920)

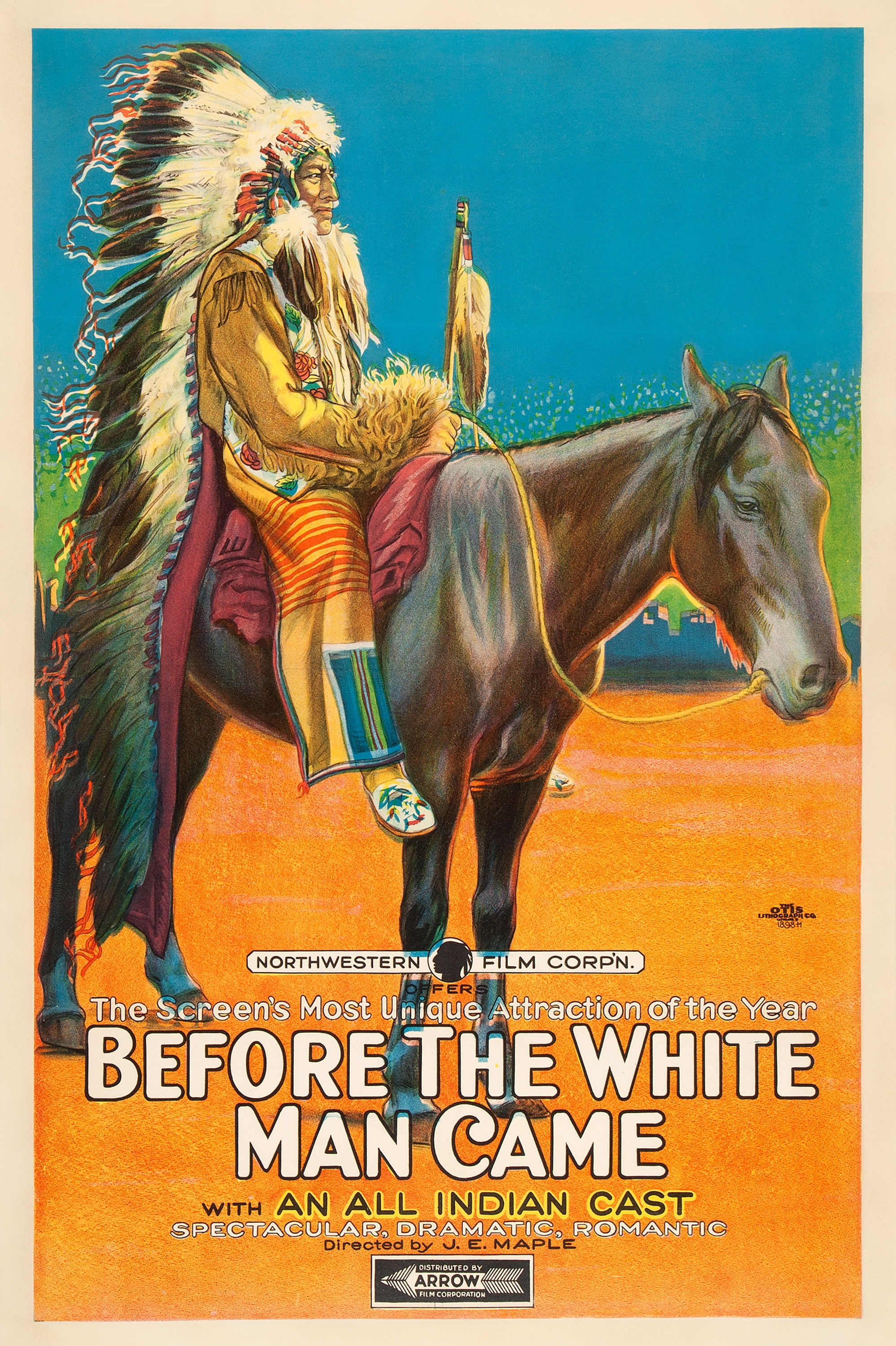
Affiche du film.

Before the White Man Came est un film muet américain réalisé par John E. Maple et sorti en 1920. Tous les acteurs sont non professionnels et issus de tribus cheyenne et crow.

## Fiche technique
- Réalisation : John E. Maple
- Scénario : William E. Wing
- Chef-opérateur : Jack Fuqua
- Durée : 46 minutes
- Date de sortie : 
  - États-Unis : 1er septembre 1920

## Distribution
- Old Badger
- Bird Tail
- Bear Claw
- Mae Old Coyote
- Scratches His Face
- Plain Feather
- Little Fire
- White Man Runs 'Em
- Ben Spotted Horse
- Robert Yellow Tail